# リュトン

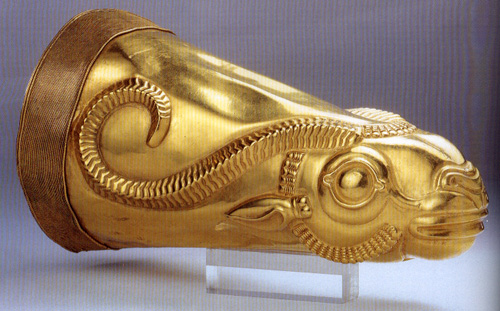
アケメネス朝ペルシアの金のリュトン

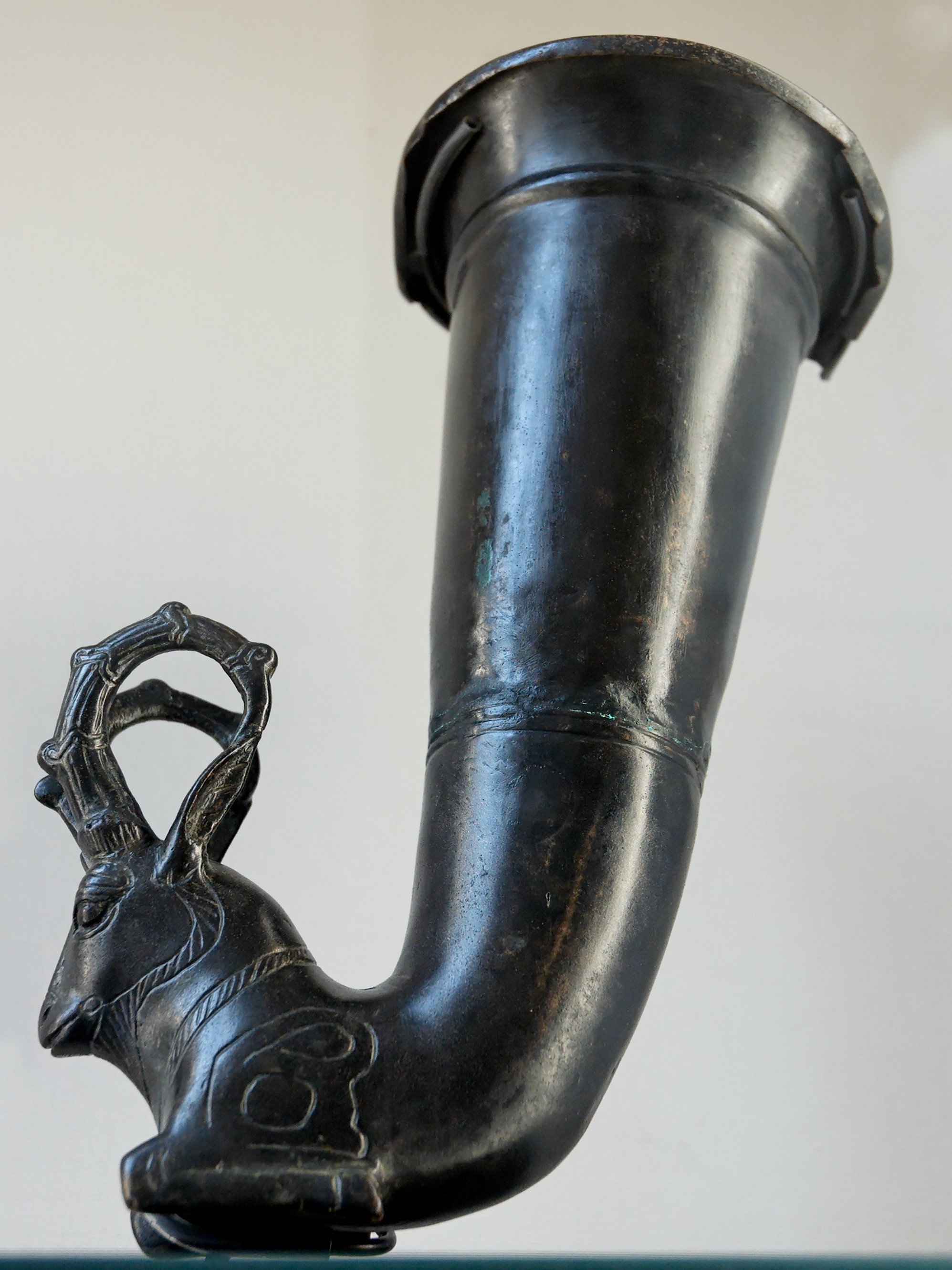
角杯型と融合した時代のアイベックスのリュトン(アケメネス朝ペルシア)

リュトン(希: ῥυτόν、英: rhyton)は、古代のペルシアからギリシアを含むバルカン半島一帯にかけてで用いられていた、角杯（かくはい）に似た器の一種。角状または鹿・山猫・羊・山羊などの動物の頭部を模した形の杯で、上部に大きな注入孔、底部または突端部に小さな流出孔がある。素材として主に用いられたのは獣角・金属・石・木・陶器などである。

## 概説
リュトンというのは、角杯とは違い、底部の前方にある動物などの口の所に小さな穴が開いていて、そこをお酒などが通る事に意味がある物である。角杯の場合には、コップのようにして上側から飲むタイプの別の物であり、リュトンとは区別されるが、「角杯型リュトン」という物は存在する。
リュトンは主に古代ペルシアや古代ギリシャなどで、儀式において注入孔から注ぎ入れた酒などの液体を他の容器に注ぎ分けるのに用いられた。リュトンという語は古代ギリシャ語の「流れる」という意味の動詞(ῥυτόν)に由来する。
古代の人々は、リュトンを通った酒、ワインなどは神聖な力が宿ると信じられていた。リュトンのモチーフとされる動物は、現在とは若干異なる各地の星座に出てくる物であったり、古代都市の守護神の動物などで、おそらく、自分の産まれ月や、都市の守護神の動物などであった。この為、各国や地域においてや、時代によっての、リュトンの儀式性の意味合いは、かなり異なる。古くは、動物そのものをかたどった「水差し」のような物であったが、「角杯」で酒を飲む風習などと融合していき、独特な造形を見るようになる。古代の都市部で、顧客に酒を振る舞い、交易の相手などをもてなす内に、多彩な文化が入り混じっていき、造形も、多種多様に変化していく。時代が下ってくると、都市部などで、顧客をもてなす為に、趣向を凝らした造形になっていくが、だんだん酒飲みの享楽の目的のお飾りに変わっていく。

## リュトンの各国での儀式性

### フェニキアの場合の儀式性

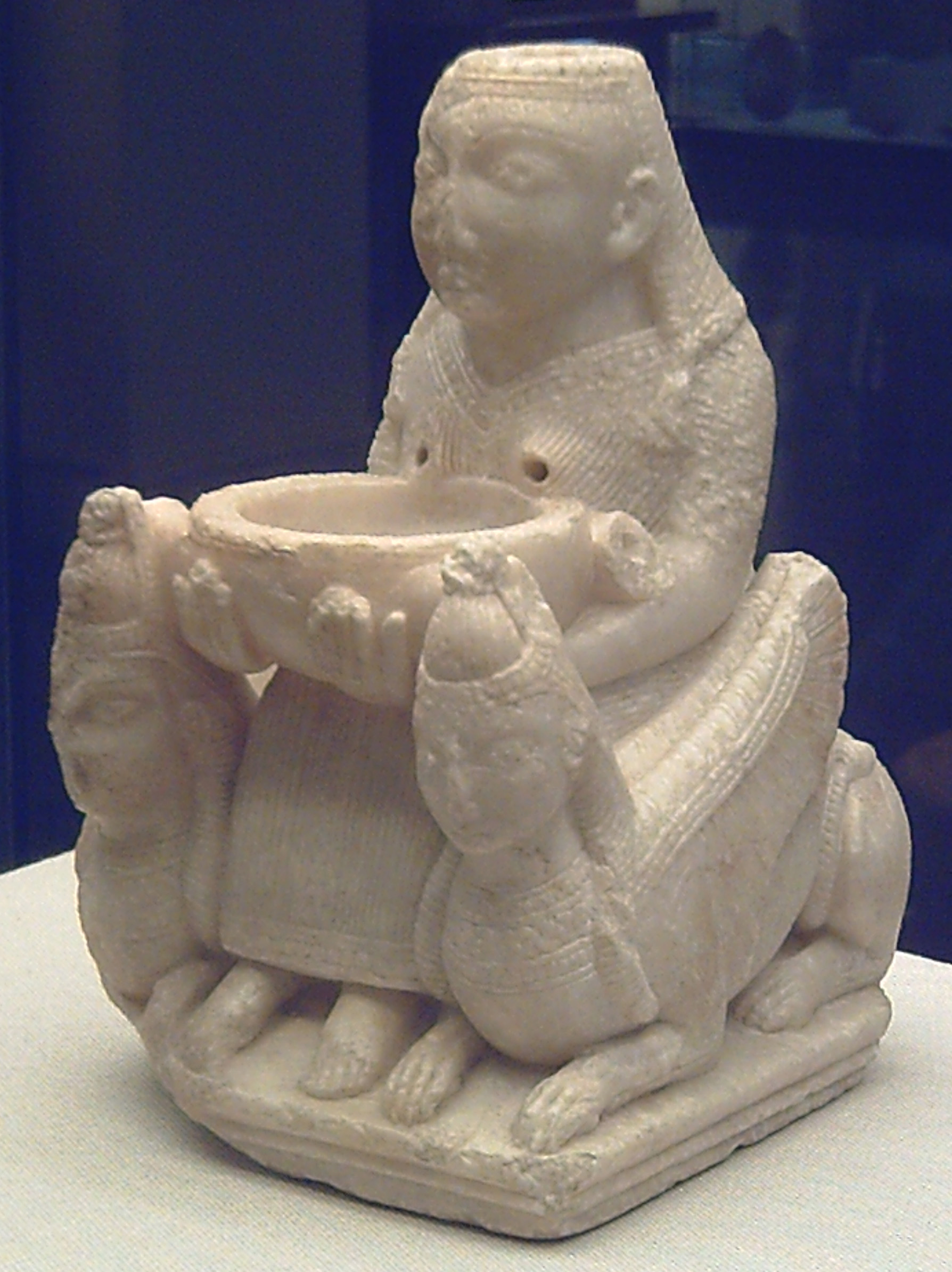
(儀式性の強いリュトンの前身時代の彫像)(Lady of Galera)スペインで発見されたフェニキアで製造されたと考えられている儀式性の高かった時代のリュトンの前身と思われる彫像。彫像は、豊穣の女神アスタルテの姿をしており、2頭のスフィンクスを両脇に従える。この彫像を通した液体には神聖な力が宿ると考えられていた。

"Lady of Galera"というスペインで発見されたフェニキアで製造されたと考えられている儀式性の高かった時代のリュトンの前身と思われる彫像がある。
古代の時代に、フェニキアは交易都市として栄えており、各国でフェニキア由来の品々が見つかる。古代都市フェニキアでは、豊穣の女神アスタルテが祀られており、この儀式の時に用いられたと思われる彫像で、彫像は、豊穣の女神アスタルテの姿をしており、2頭のスフィンクスを両脇に従える。この彫像を通した液体には神聖な力が宿ると考えられていた。
古代ギリシャのアリストパネースの残した言葉に、「ワインは、アフロディーテのミルクである。」とあるのは、おそらく、当時、交易のあったフェニキアでの豊穣の女神アスタルテは、後にアフロディーテと同一視されるようになるので、こういった儀式の道具や当時の行事ごとからの発想によるものと思われる。
儀式性の高いリュトンの内、フェニキア以外の国のほとんどの物は、各地域における聖獣などの守護神の動物の形を模している事がほとんどだが、フェニキアのように女神像型の物は珍しい。
また、同じ国でも、儀式ごとによって、使われるリュトンの種類や、その儀式の意味合いは異なっていたと思われる。

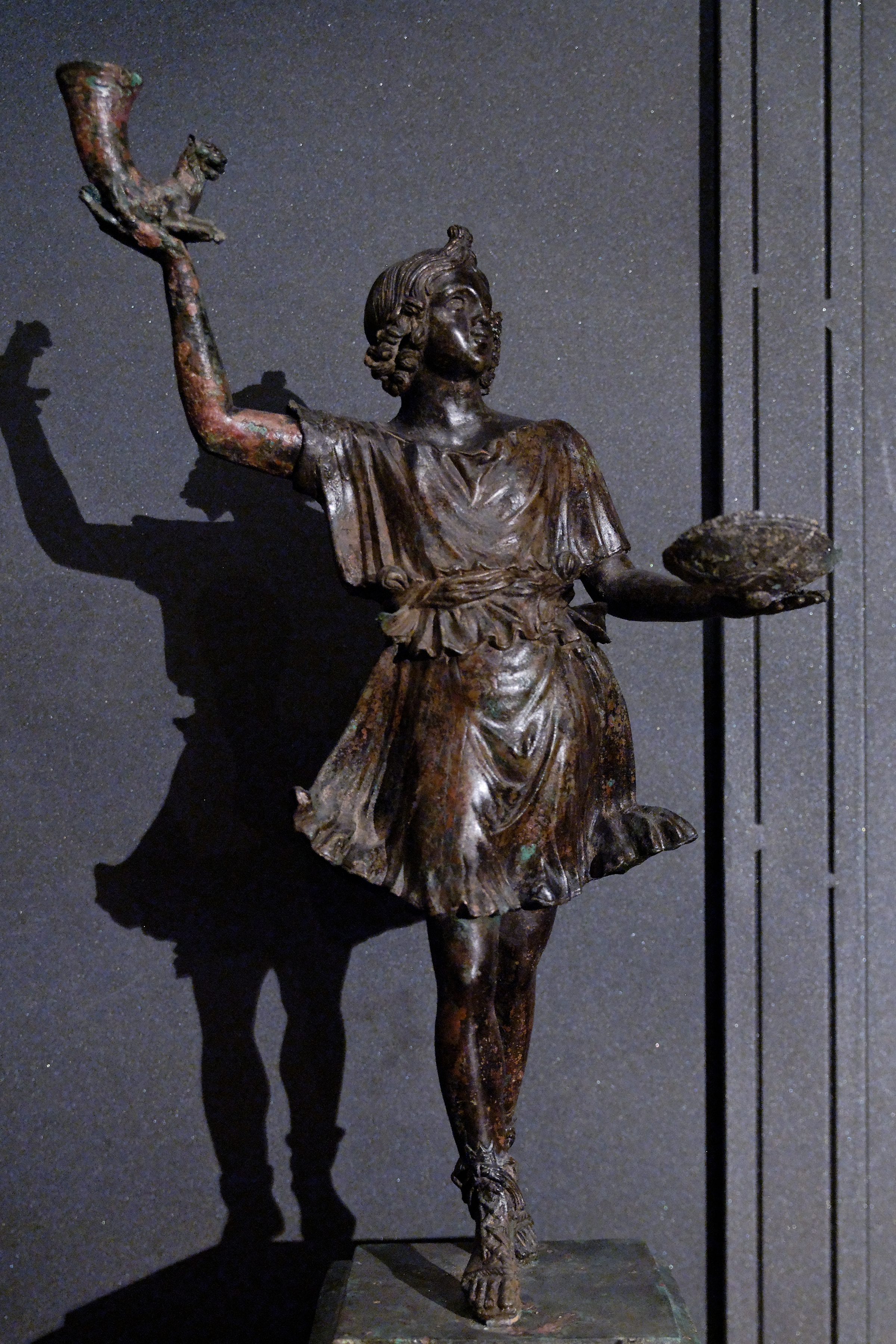
リュトンを持つ古代ローマの守護神ラール(Lar)の彫像

### 古代ローマ
古代ローマでは、守護神ラールがリュトンを高々と掲げて、お酒を給仕する様子の彫像がある。
詳細な儀式性の意味合いは不明であるが、古代ギリシャや、古代ローマの都市においては、バッカス神のお酒やワインを神聖さを高める必要性の高い場合に用いていたようである。